# 帕納哈切爾

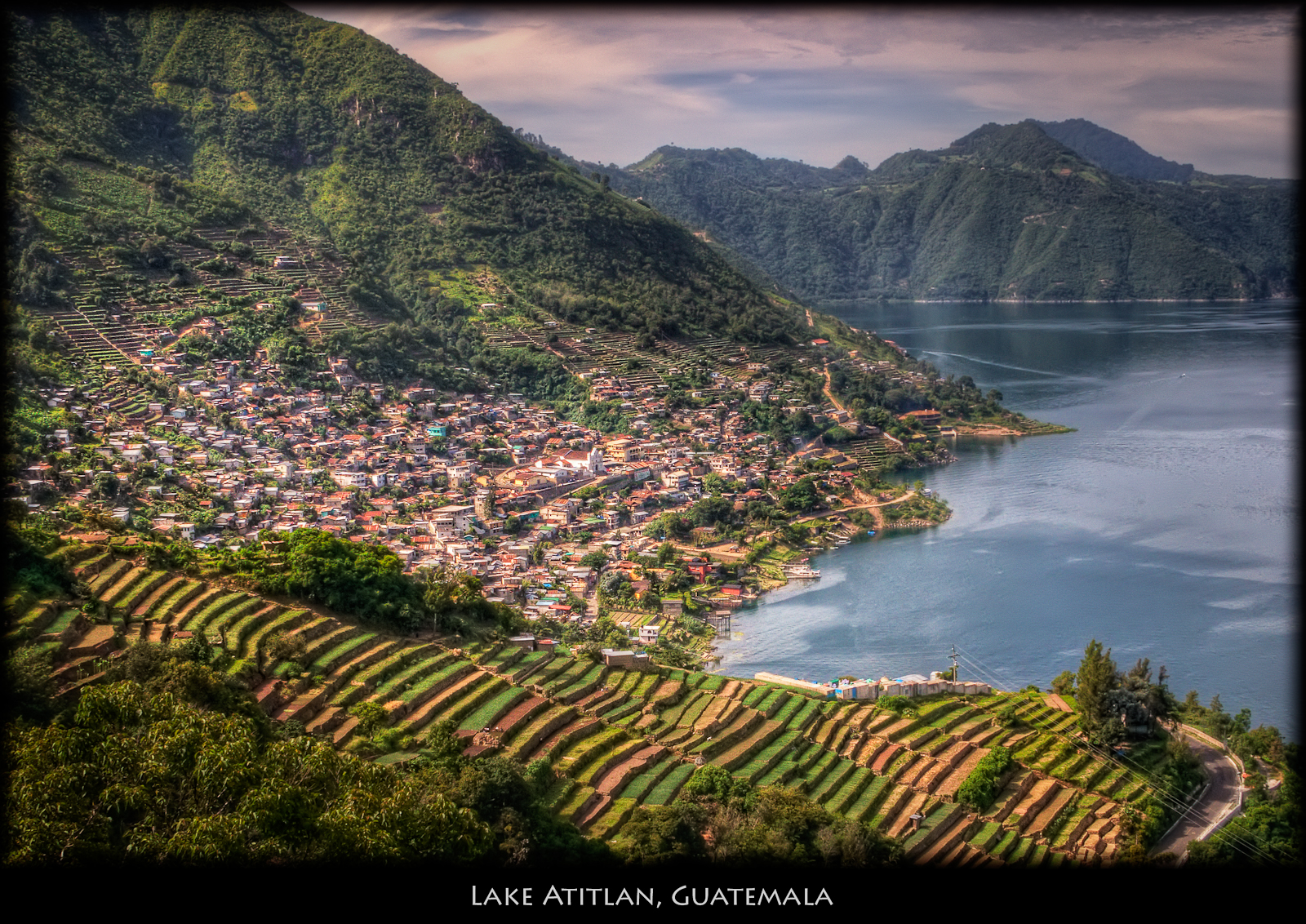

帕納哈切爾是危地馬拉的城鎮，由索洛拉省負責管轄，位於該國西南部，始建於十六世紀中葉，面積22平方公里，海拔高度1,597米，2002年人口11,142。